# مفصل حلقي درقي
المفصل الحلقي الدرقي (بالإنجليزية: cricothyroid articulation) هو مفصل يربط بين الغضروف الحلقي والغضروف الدرقي في منطقة الحنجرة، وهو يلعب دورًا رئيساً في ضبط صوت الإنسان من خلال تغيير شدة توتّر الأحبال الصوتية. معظم التحكم بتوتُّر الأحبال الصوتية يتم بواسطة العضلة الدرقية الطرجهالية (بالإنجليزية: thyroarytenoid muscle) الموجودة بداخل الحنجرة، وبالعضلات الحلقية الدرقية (بالإنجليزية: cricothyroid muscles)، فيتم تغيير توتر الأحبال الصوتية بواسطة تضييق الحيِّز الحلقي الدرقي  عن طريق حركة التدوير والانزلاق في الاتجاه الأفقي والرأسي التي ينفذها المفصل الحلقي الدرقي.

## أنواع المفصل الحلقي الدرقي
تم تمييز ثلاثة أنواع من المفصل الحلقي الدرقي هي: النوع A و B و C،  حيث أن النوع A هو الأقل قابلية للحركة بالنسبة للنوعين الآخرين.

### النوع A
النوع A يوجد في 56٪ من الإناث و 66٪ من الذكور، وله «وُجَيه مفصلي» واضح المعالم وله محفظة مفصلية مُحكمة وأربطة، مع وجود تقعُّر أو جزء مُنحنٍ صغير مُتوجّه من أعلى الناحية الخلفية إلى أسفل الناحية الأمامية.
- الحركة الانتقالية الأفقية تكون حوالي 3.0 مم، والانزلاق الرأسي حوالي 2.5 مم بحيث أن الحركة الأفقية تكون كبيرة بالمقارنة بالحركة الرأسية، والحركات الانزلاقية أصغر في الذكور عن الإناث.

### النوع B
النوع B يوجد في 24 ٪ من الإناث و 20 ٪ من الذكور. على النقيض من النوع A، فإنه يفتقر إلى وجود «وُجَيه مفصلي» محدد ، ويلتحم الجزءين الغضروفيين من المفصل بواسطة النسيج الضام الليّن فقط.
- الحركة الأفقية تكون حوالي 5.0 مم، والرأسية 5.1 مم، مع عدم وجود فروق بينهما في الحركة.

### النوع C
النوع C يخص الباقين (20 ٪ من الإناث و 14 ٪ من الذكور) وله سطح مستوٍ مع أو بدون بروز صغير.
- الحركة الأفقية تكون حوالي 5.1 مم، والرأسية 3.8 مم.

## روابط خارجية
- درسٌ تشريحي حول lesson11 مُعدٌ بواسطة ويسلي نورمان (جامعة جورجتاون).
- انظر صورة (larynxskel2)